# Mettlach
Mettlach település Németországban, azon belül Saar-vidék tartományban. Lakosainak száma 12 087 fő (2023. december 31.). Mettlach Manderen-Ritzing községgel határos.

## Fekvése
Saarburgtól délre fekvő település.

## Története
A várost 676-ban az apátság helyén alapította a frank Lutwinus herceg, aki később Trier püspöke lett. 990 Abt Lioffin épített itt templomot. Ez a nyolcszög alakú (az Aachen Cathedral mintájára) Öreg torony ma a legrégibb épület. Az apátság jelenlegi épületei a 18. századból valók.
Mettlach első összekötő hídja a Keuchingen építése 1886 decemberében fejeződött be.

## Galéria

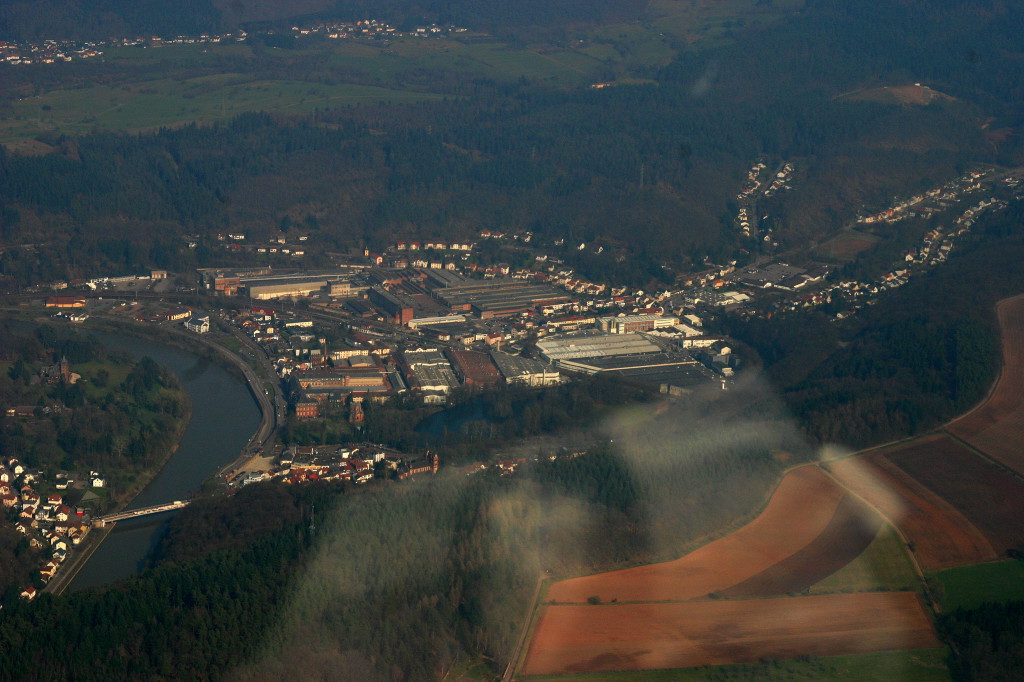
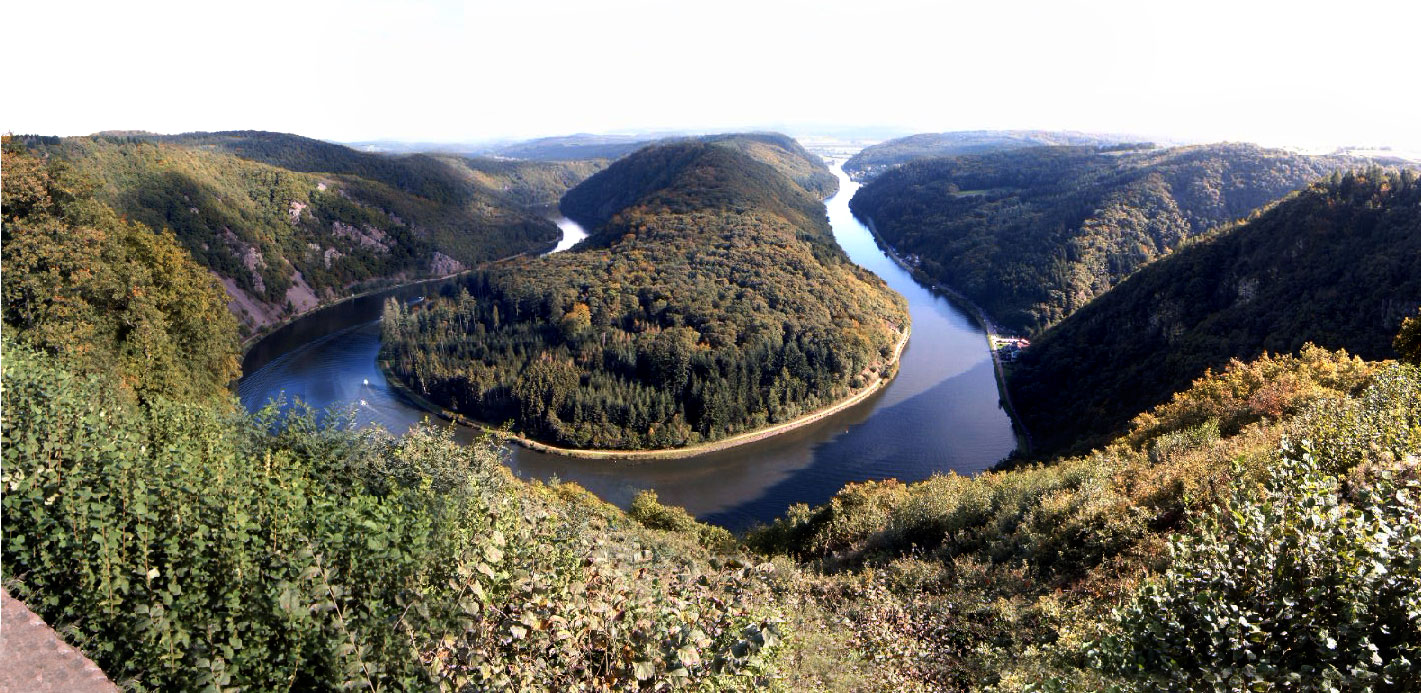
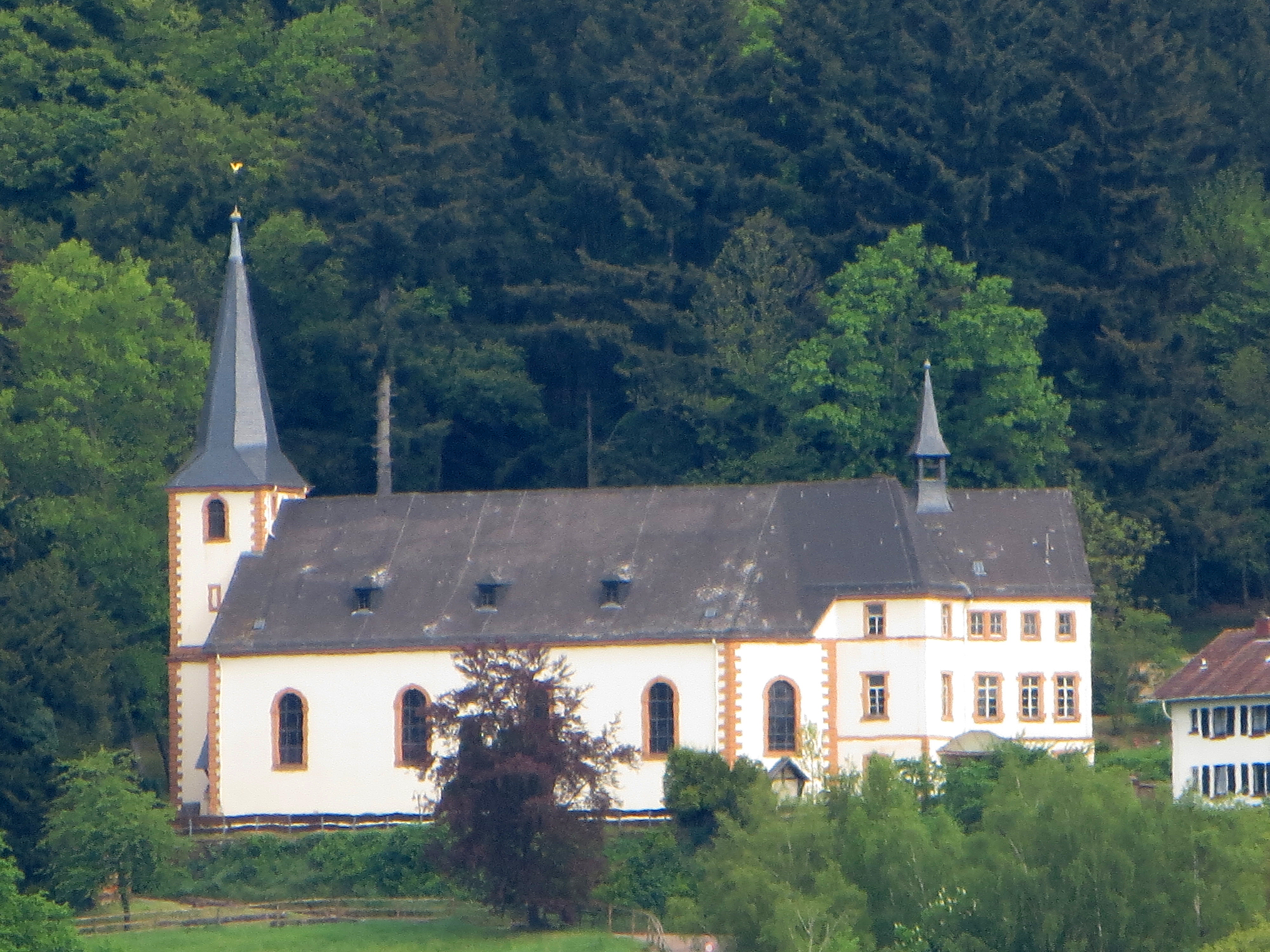
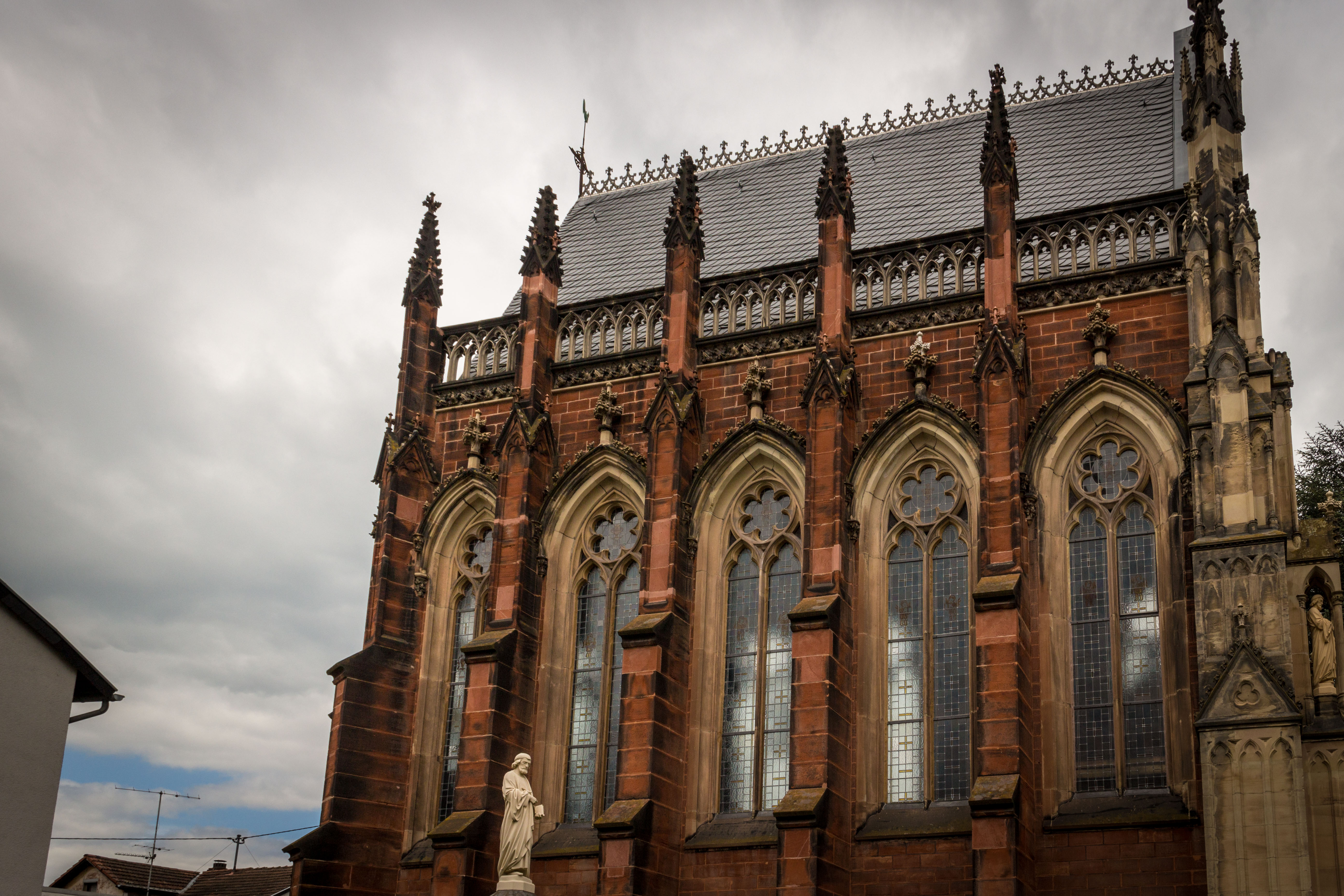
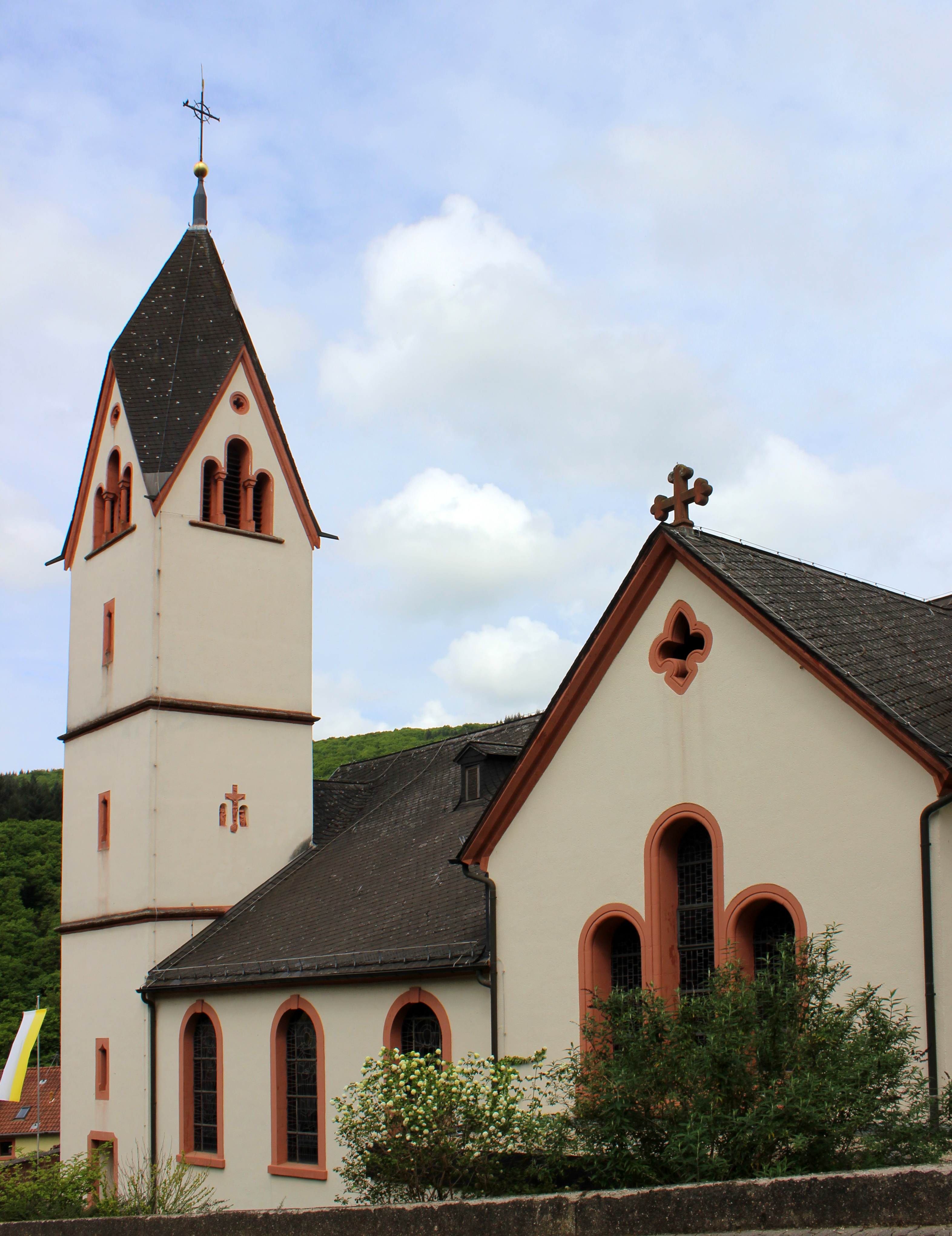
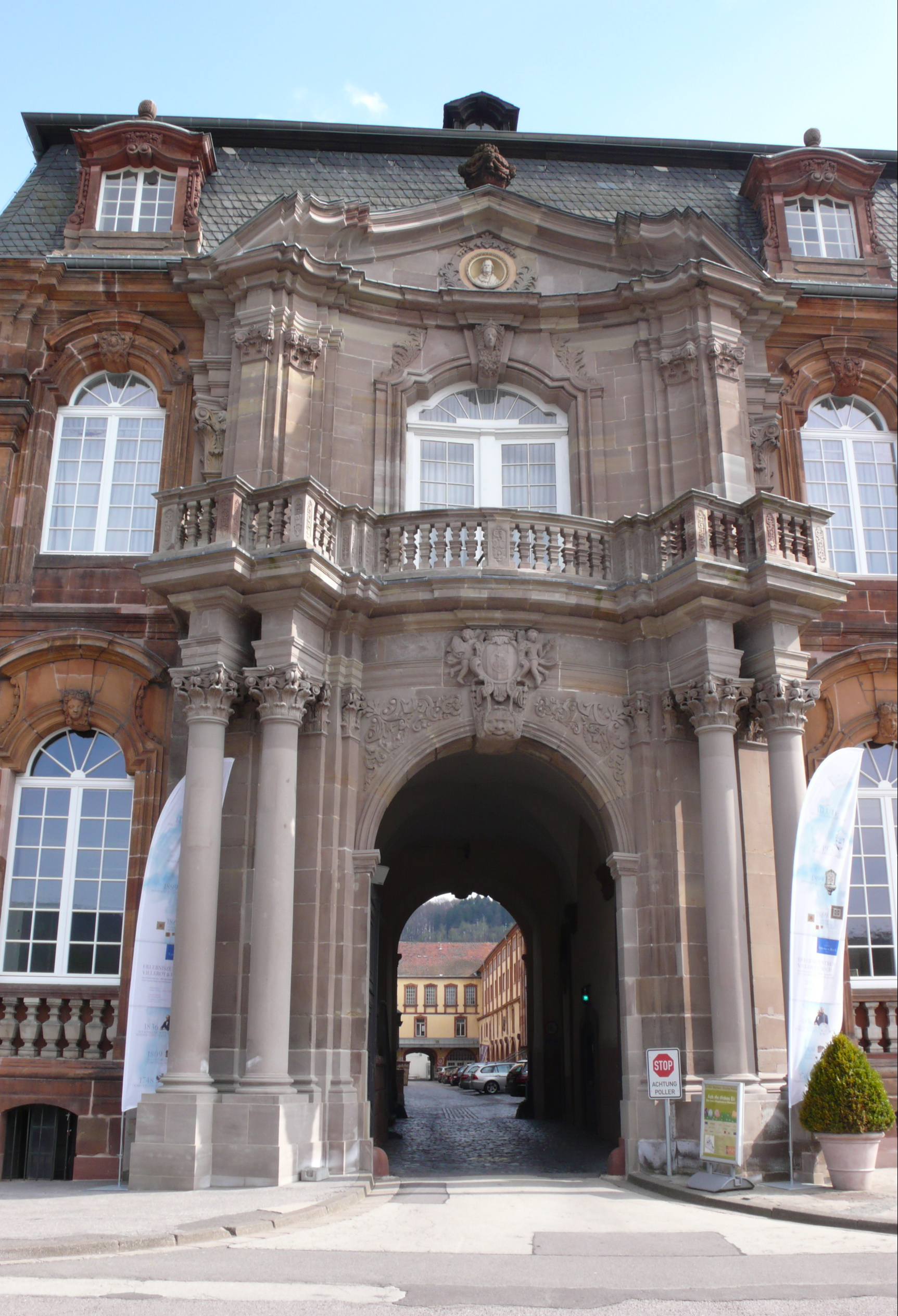
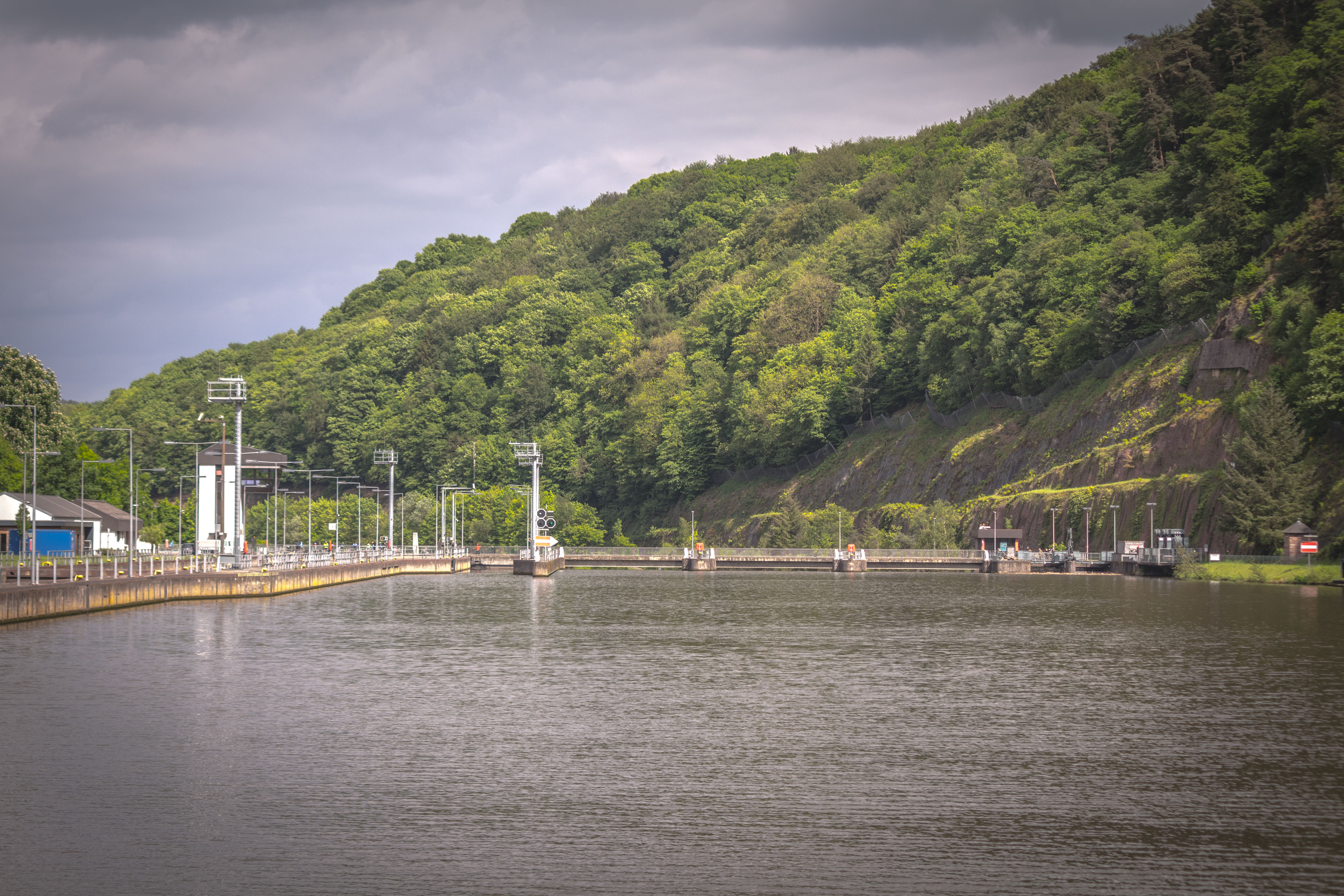

## Népesség
A település népességének változása:
| Lakosok száma | 12 966 | 12 417 | 12 209 | 12 081 | 12 049 | 12 044 | 12 082 | 12 087 |
|               | 1975   | 2010   | 2016   | 2017   | 2019   | 2021   | 2022   | 2023   |

## Érdekesség
Magyarországon a cementlapokra gyakran a város nevéből származó metlaki szóval hivatkoztak.